# ولادیمیر پلشاکوف
ولادیمیر پلشاکوف (روسی: Владимир Михайлович Плешаков؛ زادهٔ ۲ november ۱۹۵۷ (۶۷ سال)) ورزشکار هاکی روی چمن اهل اتحاد جماهیر شوروی سوسیالیستی است.
وی در مسابقات کشوری و بین‌المللی در مجموع برندهٔ ۱ مدال برنز شده‌است.